# Sudamericano Juvenil B de Rugby 2023
El Sudamericano Juvenil B de Rugby de 2023, también conocido como SAR Trophy M20, fue la decimotercera edición del torneo juvenil de rugby que organiza Sudamérica Rugby.
El torneo se disputó íntegramente en Asunción, Paraguay.

## Equipos participantes
- Selección juvenil de rugby de Brasil
- Selección juvenil de rugby de Colombia
- Selección juvenil de rugby de Paraguay

## Posiciones
| Pos. | Equipo   | Encuentros | Encuentros | Encuentros | Encuentros | Tantos  | Tantos    | Tantos     | Puntos Bonus | Puntos Totales |
| Pos. | Equipo   | jugados    | ganados    | empatados  | perdidos   | a favor | en contra | diferencia | Puntos Bonus | Puntos Totales |
| ---- | -------- | ---------- | ---------- | ---------- | ---------- | ------- | --------- | ---------- | ------------ | -------------- |
| 1    | Paraguay | 2          | 2          | 0          | 0          | 84      | 14        | +70        | 2            | 10             |
| 2    | Brasil   | 2          | 1          | 0          | 1          | 35      | 33        | +2         | 1            | 5              |
| 3    | Colombia | 2          | 0          | 0          | 2          | 9       | 81        | -72        | 0            | 0              |

Nota: Se otorgan 4 puntos al equipo que gane un partido y 2 al que empate
Puntos Bonus: 1 punto por convertir 4 tries o más en un partido y 1 al equipo que pierda por no más de 7 tantos de diferencia

## Resultados
| 28 de octubre | Paraguay | 57 - 3 | Colombia |  |  |

| 1 de noviembre | Brasil | 24 - 6 | Colombia |  |  |

| 5 de noviembre | Paraguay | 27 - 11 | Brasil |  |  |

| Bandera de Paraguay |
| Campeón Paraguay    |
| Cuarto título       |